# Никаноров Василь Іванович
Василь Іванович Никаноров (22 грудня 1904, місто Переславль-Залєський Ярославської губернії, тепер Ярославська область, Російська Федерація — 19 червня 1982, Сімферополь) — радянський партійний і державний діяч, 2-й секретар Кримського обласного комітету ВКП(б), голова Кримського облвиконкому. Депутат Верховної Ради Російської РФСР 2-го скликання (1947—1949 роки). Депутат Кримської обласної Ради депутатів трудящих.

## Життєпис
Народився в родині столяра. Закінчив сім класів школи. У 1916—1924 роках — учень токаря, токар на міднообробному заводі. У 1924—1925 роках — завідувач хати-читальні села Івановського Владимирської губернії.
Член РКП(б) з 1925 року. У 1927 році закінчив Владимирську губернську партійну школу.
У 1927—1928 роках — у Червоній армії. У 1928—1929 роках — завідувач агітаційно-пропагандистського відділу Івановського районного комітету ВКП(б) Владимирської губернії. У 1929—1932 роках — завідувач відділу кільтури і пропаганди Александровського окружного комітету ВКП(б); завідувач організаційного відділу, заступник секретаря Кольчугінського районного комітету ВКП(б) Івановської промислової області.
У 1932—1935 роках — заступник секретаря, секретар комітету ВКП(б) морського заводу імені Серго Орджонікідзе в місті Севастополі, секретар комітету ВКП(б) Севастопольського військового порту.
У 1935—1937 роках — 2-й секретар Кримського обласного комітету комсомолу (ВЛКСМ).
У 1937—1938 роках — заступник народного комісара землеробства Кримської АССР. У 1938 році був заарештований органами НКВС, пробув дев'ять місяців у в'язниці. Був звільнений із ув'язнення та виправданий, до 1940 року працював заступником народного комісара землеробства Кримської АССР.
У 1940—1941 роках — 1-й секретар Центрального районного комітету ВКП(б) міста Сімферополя.
Учасник німецько-радянської війни, один із організаторів партизанського руху в Криму. У 1941—1942 роках — комісар 3-го районного партизанського загону Кримської АРСР. У 1942—1944 роках — помічник начальника штабу із матеріального забезпечення кримських партизан.
У травні 1944 — вересні 1946 року — 3-й секретар Кримського обласного комітету ВКП(б).
У вересні 1946 — червні 1949 року — 2-й секретар Кримського обласного комітету ВКП(б).
10 червня — 12 грудня 1949 року — голова виконавчого комітету Кримської обласної ради депутатів трудящих.
18 грудня 1949 року заарештований органами МДБ через так звану «ленінградську справу». У 1950 році засуджений на 25 років виправно-трудових таборів. У 1954 році звільнений із ув'язнення та реабілітований.
У 1954—1963 роках — уповноважений Міністерства заготівель СРСР по Кримській області; заступник начальника Кримського обласного управління сільського господарства і заготівель; начальник Кримського обласного управління промисловості продовольчих товарів.
У 1963—1974 роках — голова партійної комісії при Кримському обласному комітеті КПУ. У 1974—1982 роках — позаштатний член партійної комісії при Кримському обласному комітеті КПУ, персональний пенсіонер.
Помер 19 червня 1982 року у Сімферополі. Похований на цвинтарі Абдал-1 у Сімферополі, квартал №14. Пізніше поруч похований його бойовий товариш Г. Л. Сіверський.

## Нагороди
- орден Леніна (1942)
- два ордени Трудового Червоного Прапора
- медалі
- Почесна грамота Президії Верховної Ради Української РСР
- почесний громадянин міста Сімферополя (14.12.1979)